# Terrorangrebet i Stavropol
Terrorangrebet i Stavropol foregik kl. 7:30 om morgenen den 5. december 2003 da en eller to tjetjenske selvmordsterrorister bragte deres bomber til sprængning i et passagertog i nærheden af byen Yessentuki, på vej fra Kislovodsk til Mineralnje Vody, i den sydrussiske region Stavropol kraj, nordvest for den russiske republik Tjetjenien. Mindst 46 personer blev dræbt og over 170 sårede. 32 blev dræbt umiddelbart i eksplosionen, andre 12 døde af i løbet af de følgende uger som følge af skader pådraget under eksplosionen – den sidste den 22. december 2003. Den 18. december 2003 var 94 ofre stadig hospitalsindlagt.
Angrebet var timet til at falde sammen med morgenmyldretiden for at opnå maksimal dødelighed. Angrebet sket kort efter at toget var kørt fra perronen i Yessentuki. Mange af ofrene var studerende på vej til skole i Mineralniye Vodi.
Det estimeres at bomberne havde en sprængstørrelse svarende til ca. 11 kg TNT og delvist var placeret i en taske og delvist fastgjort til selvmordsterroristernes krop. Russiske bombeeksperter fandt efterfølgende ueksploderede bomber på selvmordsbomberens sønderrevne lig. Det menes at eksplosionen blev udløst af en mindre bombe i den en kvindelig selvmordsterrorists bombebælte, som så igen udløste hovedeksplosionen. Eksplosionen rev togkupeen åben, flere af ofrene omkom ved at de var blevet blæst ud af det kørende tog, som blev afsporet.
Angrebet faldt sammen med præsident Vladimir Putins besøg i området og blev set som et forsøg på at destabilisere regionen I forbindelse med det regionale parlamentsvalg i Tjetjenien to dage senere. Den tjetjenske oprørsregering under separatistlederen Aslan Maskhadov nægtede nogle forbindelse, senere tog en gruppe der kaldt sig selv "De Sorte Enkers Brigade" ansvar for dette, og andre terrorangreb i Moskva (Terrorangrebet ved National Hotel) – denne anses som at være underlagt terroristleder Sjamil Basajev. Basajev der har stået bag ved en lang række terrorangreb i Rusland blev dræbt af russiske specialstyrker i juli 2006. Selvmordsterroristen, som var en mand, er ikke efterfølgende blevet identificeret, i angrebet deltog også tre kvinder
. To af kvinderne hoppede af toget umiddelbart før eksplosionen, den tredje kvinde der bar bombebæltet blev hårdt såret i eksplosionen og overlevede næppe.
Bombeangrebet var det andet på denne samme toglinje. Måneden (september 2003) før var seks personer blevet dræbt i to lignende angreb.